# 闸北体育场
闸北体育场建成于1997年，曾是中国上海的一处多用途的体育场。它曾主要被用来举办足球和田径赛事。这处体育场能够容纳20000人，包括16000个座位和大约4000人的站立空间。它位于共和新路2100号，附近有上海马戏城。
闸北体育场地皮被利福国际收购，体育场现已被拆除，原址建设久光百货。在旧址以北2公里建设静安体育中心。

## 脚注
1. ↑  . 中国游友网.   [2007-12-24]. （原始内容存档于2008-05-16）.
2. ↑  . 上海市官方网站.   [2007年12月24日]. （原始内容存档于2006年6月19日）.
3. ↑  . 网易.   [2011-12-15]. （原始内容存档于2019-06-20）.

31°16′41″N 121°26′46″E / 31.27806°N 121.44611°E